# Andere noten
Andere noten is een studioalbum van Gerard Cox. Hij ging onder supervisie van muziekproducent Eddy Ouwens aan de slag bij het (toen) nieuwe platenlabel ABCD-Records. In een hoes met fotografie van Govert de Roos zijn covers en eigen werk van Cox te horen. 
Het album verscheen in 2006 opnieuw onder de titel De mooiste van Gerard Cox. 

## Musici
Het geheel werd volgespeeld door studiomuzikanten:
- Gerard Cox – zang
- Bert Meulendijk – gitaar
- Jan Hollestelle – basgitaar
- Hans Jansen, Erik van der Wurff, Paul Natte – toetsinstrumenten
- Eddy Conrad – percussie
- Marcel Serierse – slagwerk
- Henny Langeveld – accordeon
- Hans van Vondelen – dwarsfluit
- Paul de Leeuw – zang (track 3)
- Joke Bruijs – zang (track 9)

## Muziek
| Nr. | Titel                                                        | originele titel                 | Duur |
| --- | ------------------------------------------------------------ | ------------------------------- | ---- |
| 1.  | Nooit meer verkering (La Mucura)                             | trad.                           | 3:52 |
| 2.  | Dodelijk zachtjes verdwijnt het (Charles Fox, Norman Gimbel) | Killing me softly with his song | 5:09 |
| 3.  | Dan zeg ik weer iets lulligs (Carson Parks)                  | Somethin' stupid                | 3:13 |
| 4.  | Walsje van toen (Bert Vervoorn)                              |                                 | 2:57 |
| 5.  | Kwaaie Piet (Milton Ager, Jack Yellen)                       | Big bad Bill                    | 2:57 |
| 6.  | Ik wil van je af (Michael Bradley, Wild, Ricardo Clark)      | It’s time to say goodbye        | 3:23 |
| 7.  | Dat stomme lied (J. Maes)                                    |                                 | 3:11 |
| 8.  | Laat me nooit meer alleen (Graham Nash)                      | Don’t say goodbye               | 3:32 |
| 9.  | Kermis (Carson Parks)                                        | Real true lovin’                | 3:44 |
| 10. | Loes (Bert Nicodem, Cox)                                     |                                 | 2:46 |
| 11. | Luduvudu (Ouwens, A van Olm, Cox)                            |                                 | 3:40 |
| 12. | Ik wil vanavond met je vrijen (Cees Stolk)                   |                                 | 3:50 |
| 13. | Toen kwam jij (Cox)                                          |                                 | 3:53 |
| 14. | Mijn dochter en ik (Hans van Eyck, Coot van Doesburgh)       |                                 | 1:57 |
| 15. | Naamloos (lange versie)                                      |                                 | 5:20 |

| Nr. | Titel                                                                | originele titel        | Duur |
| --- | -------------------------------------------------------------------- | ---------------------- | ---- |
| 1.  | 't Is weer voorbij die mooie zomer (Steve Goodman)                   | City of New Orleans    | 4:41 |
| 2.  | 1948 (Toen was geluk heel gewoon) (Gilbert O'Sullivan)               | Alone again: naturally | 4:04 |
| 3.  | De goeie ouwe tijd (Pierre Delanoë, Joe Dassin, Carl Ulrich Blecher) | A la santé d’hier      | 3:22 |
| 4.  | Die laaielichter (Gene McLennan)                                     | Snowbird               | 3:41 |